# SANZAAR
SANZAAR (South Africa, New Zealand, Australia and Argentina Rugby) — международная спортивная федерация, под эгидой которой проводятся Супер Регби и Чемпионат регби.
Организация была создана в 1996 году под названием SANZAR; изначально в неё входили три национальных регбийных союза: Австралийский, Новозеландский и Южноафриканский. В 2016 году к федерации присоединился Аргентинский регбийный союз, в соответствии с этим название было изменено на современное.

## История

### Создание организации (1996)
SANZAR был создан спустя год после перехода регби на профессиональный уровень в 1995 году. Тогда же были организованы два турнира: Супер 12 (ныне Супер Регби) и Кубок трёх наций (ныне Чемпионат регби). Проект организации был разработан Терри Дойлом, руководителем Регбийного союза Квинсленда, Дэвидом Моффетом, руководителем Регбийного союза Нового Южного Уэльса и Брюсом Хэйманом, главой Австралийского регбийного союза. Тогда же был заключён телеконтракт с News Corporation, который подразумевал выплату 555 миллионов долларов за десять сезонов показа Супер 12 и Кубка трёх наций.
В 2002 году Южноафриканский и Австралийский союзы предложили увеличить количество команд до 14, однако новозеландцы не поддержали эту идею. Вслед за этим южноафриканцы и австралийцы объявили о возможном выходе из соревнования, но к окончанию телеконтракта их требования были удовлетворены.

### Расширение в 2006 году

Эмблема организации до 2015 года.

К вступлению в силу нового телевизионного контракта были созданы два новых клуба «Уэстерн Форс» в Перте и «Сентрал Читаз» в Блумфонтейне, помимо этого количество матчей Кубка трёх наций увеличилось до 9.
В 2007 году в федерации вновь появились разногласия: для подготовки к Чемпионату мира 2007 года Новозеландский союз отозвал 22 игрока из Супер 14, а сборная ЮАР заменила большую часть своих лучших игроков накануне участия в Кубке трёх наций.

#### Угроза выхода ЮАР
В 2009 году появились слухи о том, что Южноафриканский союз покинет SANZAR из-за разногласий по поводу очередного увеличения количества команд в Супер 14. В мае 2009 года председатель Австралийского союза Джон О’Нилл заявил, что клубы из ЮАР будут единственными, кто проиграет если это поспешное решение будет принято. 19 мая были анонсированы изменения, вступающие в силу с сезона 2011 года, Южноафриканский союз оставался частью федерации.

### Чемпионат регби и Супер Регби (2011)
С вступлением в силу нового телеконтракта в схеме проведения соревнования был сделан ряд изменений:
- Была добавлена пятнадцатая команда — «Мельбурн Ребелс», а единый чемпионат был разделён на три национальных конференции по пять команд.
- Каждая команда теперь проводила по 16 матчей (8 домашних и 8 выездных): по два раза против каждой команды из своей конференции и по одному матчу с каждой командой из других конференций.
- Розыгрыш приостанавливался каждый июнь на три недели в связи с проведением международных тестовых матчей сборных.
- В плей-офф теперь выходили шесть команд: победители конференций и три лучших команды вне зависимости от конференции. Двое лучших по очкам победителей конференций пропускали первый раунд плей-офф.
- В связи с участием с 2012 года сборной Аргентины в Кубке трёх наций, турнир был переименован в Чемпионат регби.
- Чемпионат регби стартовал в ЮАР и завершался двумя матчами Кубка Бледислоу между сборными Австралии и Новой Зеландии, что дало возможность «спрингбокс» раньше отпускать своих игроков на матчи Кубка Карри.

### Расширение в Аргентину и Японию (2016)
В 2015 году было достигнуто соглашение о полноправном членстве Аргентинского регбийного союза. Супер Регби начиная с сезона 2016 года расширилось до 18 команд: добавилось по клубу из Аргентины, ЮАР и Японии. Команды были разделены на две группы по две конференции, все три новые команды начали своё выступление в Африканской группе.
Несмотря на участие токийского клуба «Санвулвз» в Супер Регби, Японский регбийный союз не является одним из членов SANZAAR.